# Reduto da Alfândega do Funchal

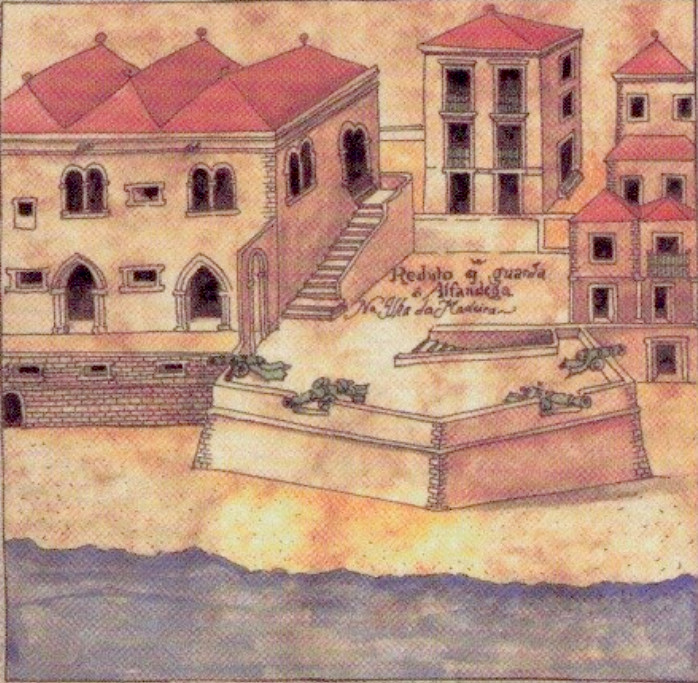
Reduto que guarda a Alfândega na Ilha da Madeira, aguarela de Bartolomeu João,1654, reproduzida por Rui Carita

O Reduto de Santo António da Alfândega, referido simplesmente como Reduto da Alfândega, localizava-se no centro histórico da cidade do Funchal, na ilha da Madeira, na Região Autónoma da Madeira.

## História
No início do século XVII os rendimentos da alfândega do Funchal eram insuficientes para fazer face aos pagamentos do clero local e das tropas castelhanas que guarneciam a cidade, tendo sido registados diversos incidentes. Entre estes destacaram-se a excomunhão dos oficiais da pagadoria pelo bispo do Funchal, D. Jerónimo Fernando, e o cerco imposto ao Provedor da Fazenda pelos soldados, impedindo-o de contatar outras pessoas e de receber água e comida até que fossem pagos.
Vindo o bispo, D. Jerónimo Fernando, a assumir o cargo de governador da Madeira, determinou a fortificação das casas da alfândega, acredita-se que visando a repetição de incidentes como o do cerco dos soldados castelhanos. O próprio bispo declarou essas obras numa vereação geral camarária em 1630, buscando recursos da Câmara Municipal para as demais obras de fortificação da cidade, no que não logrou pleno sucesso.
O assunto foi retomado no contexto da Guerra da Restauração, em 1644, quando o soberano faz referência ao imperativo de controlar-se o contrabando e defesa do desembarcadouro das fazendas, expedindo Portaria que determinava "(…) se fizesse um Reduto que servisse a praia, com respeito à distância que havia de uma a outra fortaleza [Fortaleza de São Lourenço e Fortaleza de São Filipe] e se abrisse uma porta para o embarque e desembarque das fazendas". Esse documento previa ainda que todos os embarques e desembarques deveriam ser feitos exclusivamente por essa porta e que, concluídas essas obras, as fazendas que não o fizessem "(…) seriam perdidas para os proprietários (…)".
As obras da fortificação teriam sido iniciadas imediatamente, conforme inscrição epigráfica sobre a sua porta voltada para a rua da Alfândega (atualmente remontado no jardim da Assembleia Legislativa):
"Manuel de Sousa Mascarenhas, sendo governador e capitão-general desta ilha da Madeira, mandou fazer este Reduto e as portas dele, por ordem de Sua Magestade, no ano de 1645, sendo provedor da Fazenda Manuel Vieira Cardoso."
Ao longo do século o Provedor reclamou, em algumas ocasiões, a necessidade de artilheiros para o reduto. Para remediá-la, em carta de 25 de setembro de 1680, solicitava-se a transferência de um dos artilheiros da Fortaleza de São Lourenço para a Alfândega, dado que na primeira havia "muitos bombardeiros, e é lá escusado este, que pode [aqui] servir de condestável".
A 9 de outubro de 1803 abateu-se sobre a Madeira uma violenta tromba de água, que deu lugar a um extenso aluvião, um dos maiores da história da Ilha. Apenas na parte baixa do Funchal terão perecido cerca de 200 pessoas, calculando-se um total de 600 mortes em toda a ilha. Para proceder a recuperação da cidade e da Ilha foi enviado do Reino o brigadeiro Reinaldo Oudinot, acompanhado do capitão Matos de Carvalho. Esta equipa foi reforçada com o ingresso do tenente Paulo Dias de Almeida, que permaneceria na ilha.
Por iniciativa deste último, a bateria da Alfândega foi ampliada e reforçada, avançando a esplanada em toda a frente do edifício e ao longo do calhau da Praia. Foi rematada a Oeste e a Leste com guaritas de planta quadrada, cobertas por telha, mantendo-se a pequena guarita cilíndrica do século XVIII no cunhal avançado do primitivo baluarte. Desapareceu assim a face poente do baluarte do século XVII, colocada a descoberto na década de 1980 nas obras de remodelação da Alfândega para instalação da Assembleia Legislativa Regional (1985-1987). Dias de Almeida refere na "Descrição de 1817" que a bateria da Alfândega era uma "pequena praça no centro da cortina da cidade. Com o seu acrescentamento, que se completou este ano, ficou muito melhor, e ficou melhor praça para depositar as mercadorias que se recolhem na Alfândega, para cujo fim foi aumentada e se pode pôr artilharia".
Ao longo do século, com a progressiva desativação da antiga bateria, o seu terrapleno acabou por ser totalmente ocupado com os armazéns gerais da Alfândega, nos finais do século precariamente cobertos. Uma segunda planta da Alfândega, por Dias de Almeida (c. 1820), já indica a construção de um pequeno coberto, a Oeste, aumentado até aos finais do século.
No século XX, os armazéns vão passar a ocupar mesmo a orla marítima, como se constata por fotografias de época.
Na década de 1940, com as comemorações dos Centenários, surgiu a classificação dos Monumentos Nacionais e as consequentes obras de restauro.
O conjunto das chamadas "Casas da Alfândega do Funchal" encontra-se classificado como Monumento Nacional em 1940, classificação ratificada em 1943. A partir da década de 1950 até 1967 teve lugar uma extensa campanha de intervenção por parte da Direcção-Geral dos Edifícios e Monumentos Nacionais, tendo sido recuperadas as fachadas e as salas manuelinas, a Sala dos Contos e a Sala do Despacho, demolindo-se o conjunto de edifícios a Oeste.
Em 1966 foi erguida a fachada virada ao largo Dr. António José de Almeida, sendo remontado aí o portal da antiga Igreja do Campanário. Nesse mesmo ano, ao serem picados os rebocos das restantes fachadas, foram colocados a descoberto o pequeno portal manuelino, virado à rua da Alfândega e os vestígios do portal manuelino térreo, virado ao pátio exterior da Alfândega.
Em 1977 ocorreram as celebrações do "V Centenário da Alfândega do Funchal", tendo tido lugar uma exposição retrospectiva da história da Alfândega na Madeira. Nesse contexto foram promovidas obras na antiga Capela de Santo António, profanada desde meados do século XIX. Em meados de Setembro desse ano foi levantado o piso de madeira e transladados os restos mortais do provedor João de Aguiar. No ano seguinte (1978), deu-se a descoberta dos tetos mudejares das atuais Sala de Reunião das Comissões e Sala do Gabinete do Presidente.

## Características
A bateria ficou constituída por um baluarte de planta triangular avançado para o mar, erguido sobre a primitiva cortina da cidade. Dela existem desenhos, do engenheiro Bartolomeu João, que dirigiu as obras, onde se visualisa que a comunicação com o Calhau da Praia fazia-se por uma porta lateral, a Leste, e por um túnel com escadaria que comunicava com o centro do terrapleno. Tratava-se do mesmo esquema de acesso utilizado na Fortaleza do Pico, desenhada por seu antecessor e pai, Jerónimo Jorge.